# Supercoppa del Belgio 2012
La Supercopa del Belgio 2012 (in francese Supercoupe de Belgique, in fiammingo Belgische Supercup) è la 33ª edizione della Supercoppa del Belgio di calcio.
La partita fu disputata dall'Anderlecht, vincitore del campionato, e dal Lokeren, vincitore della coppa.
L'incontro si giocò il 22 luglio 2012 e vinse l'Anderlecht, al suo decimo titolo.

## Tabellino
| Arbitro: | Laurent Colemonts |

|                                  |           |              |
| Praet 24’ Mbokani 46’ Gillet 76’ | Marcatori | 48’ 58’ Leko |

| Anderlecht | Lokeren |

| Anderlecht:       |    |                     |     |
|                   |    |                     |     |
| P                 | 1  | Silvio Proto        |     |
| D                 | 8  | Denis Odoi          |     |
| D                 | 27 | Marcin Wasilewski   |     |
| D                 | 3  | Olivier Deschacht   | 36’ |
| D                 | 20 | Behrang Safari      |     |
| C                 | 5  | Lucas Biglia        |     |
| C                 | 26 | Dennis Praet        | 61’ |
| A                 | 10 | Kanu                | 88’ |
| A                 | 30 | Guillaume Gillet    |     |
| A                 | 25 | Dieumerci Mbokani   | 29’ |
| A                 | 11 | Milan Jovanović     | 86’ |
| Sostituti:        |    |                     |     |
| A                 | 17 | Oleksandr Jakovenko | 88’ |
| C                 | 19 | Sacha Kljestan      | 86’ |
| A                 | 77 | Reynaldo            | 61’ |
| Allenatore:       |    |                     |     |
| John van den Brom |    |                     |     |

| Lokeren:    |    |                     |     |
|             |    |                     |     |
| P           | 12 | Jugoslav Lazić      |     |
| D           | 13 | Georgios Galitsios  |     |
| D           | 5  | Mijat Marić         |     |
| D           | 4  | Jérémy Taravel      |     |
| D           | 28 | Laurens De Bock     |     |
| C           | 8  | Koen Persoons       |     |
| C           | 7  | Killian Overmeire   |     |
| A           | 10 | Ivan Leko           | 81’ |
| A           | 29 | Nill De Pauw        | 46’ |
| A           | 9  | Hamdi Harbaoui      |     |
| A           | 24 | Ayanda Patosi       | 79’ |
| Sostituti:  |    |                     |     |
| A           | 11 | Benjamin De Ceulaer | 46’ |
| A           | 19 | Baye Djiby Fall     | 81’ |
| D           | 25 | Alexander Corryn    | 79’ |
| Allenatore: |    |                     |     |
| Peter Maes  |    |                     |     |